# 퍼즐걸스
퍼즐 걸스(일본어: パズルガールズ)는 2012년에 결성된 일본의 여성 아이돌 그룹이다. 회사 SCRAP 소속. 약어는 빠즈가.

## 개요
노래하고 춤추고 수수께끼를 내거나 나오거나.
리얼 탈출 게임을 운영하는 주식회사 SCRAP가 그 컨셉 인 「이야기를 체험하게하는 것 '으로 아이돌의 성장 과정을 통해 실현하기 위해 결성 한 공식 여성 아이돌 그룹 애칭은 「퍼즐 걸즈」을 줄여서 "빠즈가 '에서 팬들은"퍼즐 조각 "을 줄여서"빠즈삐 "라고 불리고있다. 일반적인 아이돌 활동 외에 리얼 탈출 게임 의 공연 등도 행하고있다.

## 멤버
총 10명이다.

## 같이 보기
- SCARP
- 리얼 탈출 게임